# Магніт неодимовий

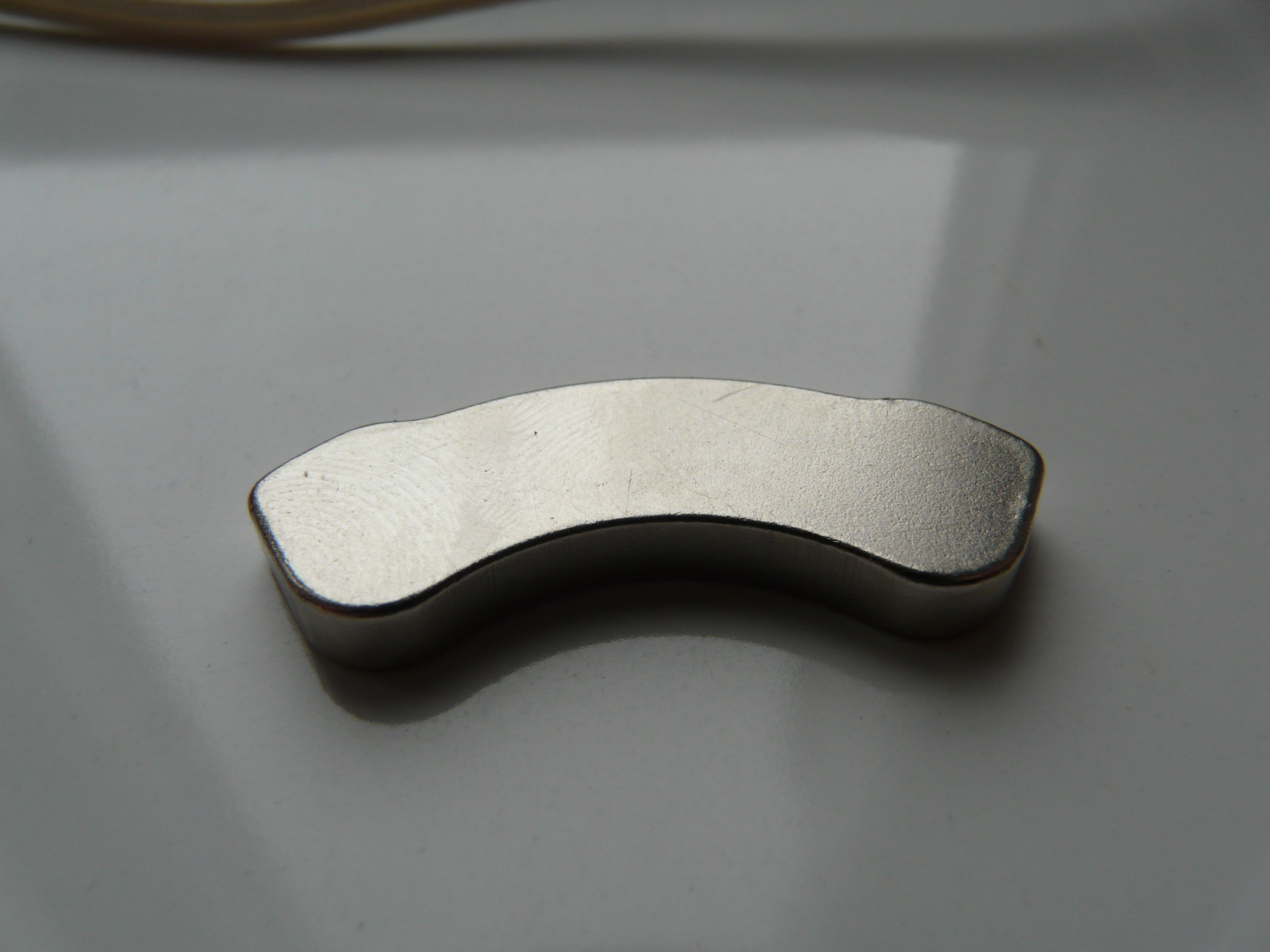
Рідкісноземельний магніт соленоїдного малоінерційного двигуна, що має форму дуги, переміщує головку жорсткого диска

Неодимовий магніт — постійний магніт, виготовлений зі сплаву неодиму, заліза та бору із формуванням тетрагональної кристалічної структури Nd2Fe14B. Неодимові магніти є найбільш широко використовуваним типом рідкісноземельних магнітів.
Неодимові магніти є найсильнішим типом комерційно доступних постійних магнітів. Вони замінили інші типи у багатьох сферах застосування в сучасних продуктах, які вимагають сильних постійних магнітів, таких як електродвигуни в акумуляторних інструментах, жорсткі диски та магнітні кріплення. Магніти NdFeB можна класифікувати як спечені або скріплені залежно від використовуваного виробничого процесу.
Розроблені незалежно один від одного в 1984 році компанією General Motors і в 1970-х роках компанією Sumitomo Special Metals.

## Властивості

### Магнітні властивості
Неодим у чистому вигляді має магнітні властивості, зокрема, антиферомагнітні, лише при дуже низьких температурах, нижче 19 К (−254,2 °C). Натомість деякі сплави неодиму з перехідними металами, такими як залізо, є феромагнітними, з температурою Кюрі значно вищою за кімнатну. Вони й використовуються для виготовлення неодимових магнітів.
Потужність неодимових магнітів є результатом декількох факторів. Найважливішим є те, що тетрагональна кристалічна структура Nd2Fe14B має винятково високу одноосьову магнітокристалічну анізотропію (HA ≈ 7 Тл). Це означає, що кристал матеріалу переважно намагнічується вздовж певної кристалічної осі, але його дуже важко намагнітити в інших напрямках. Як і інші магніти, сплав неодимового магніту складається з мікрокристалічних зерен, які під час виготовлення вирівнюються в потужному магнітному полі, тому всі їхні магнітні осі вказують в одному напрямку. Опір кристалічної ґратки повороту напрямку намагніченості надає сплаву дуже високу коерцитивну силу, тобто опір розмагнічуванню.
Атом неодиму може мати великий магнітний дипольний момент, оскільки він має 4 неспарених електрони в своїй електронній структурі на відміну від (в середньому) 3 у заліза.
Відносно низький вміст рідкісноземельних елементів (12% за об’ємом, 26,7% за масою) і відносна поширеність неодиму та заліза порівняно з самарієм і кобальтом роблять неодимові магніти дешевшими за інший важливий тип рідкісноземельних магнітів — самарій-кобальтові.

### Корозія

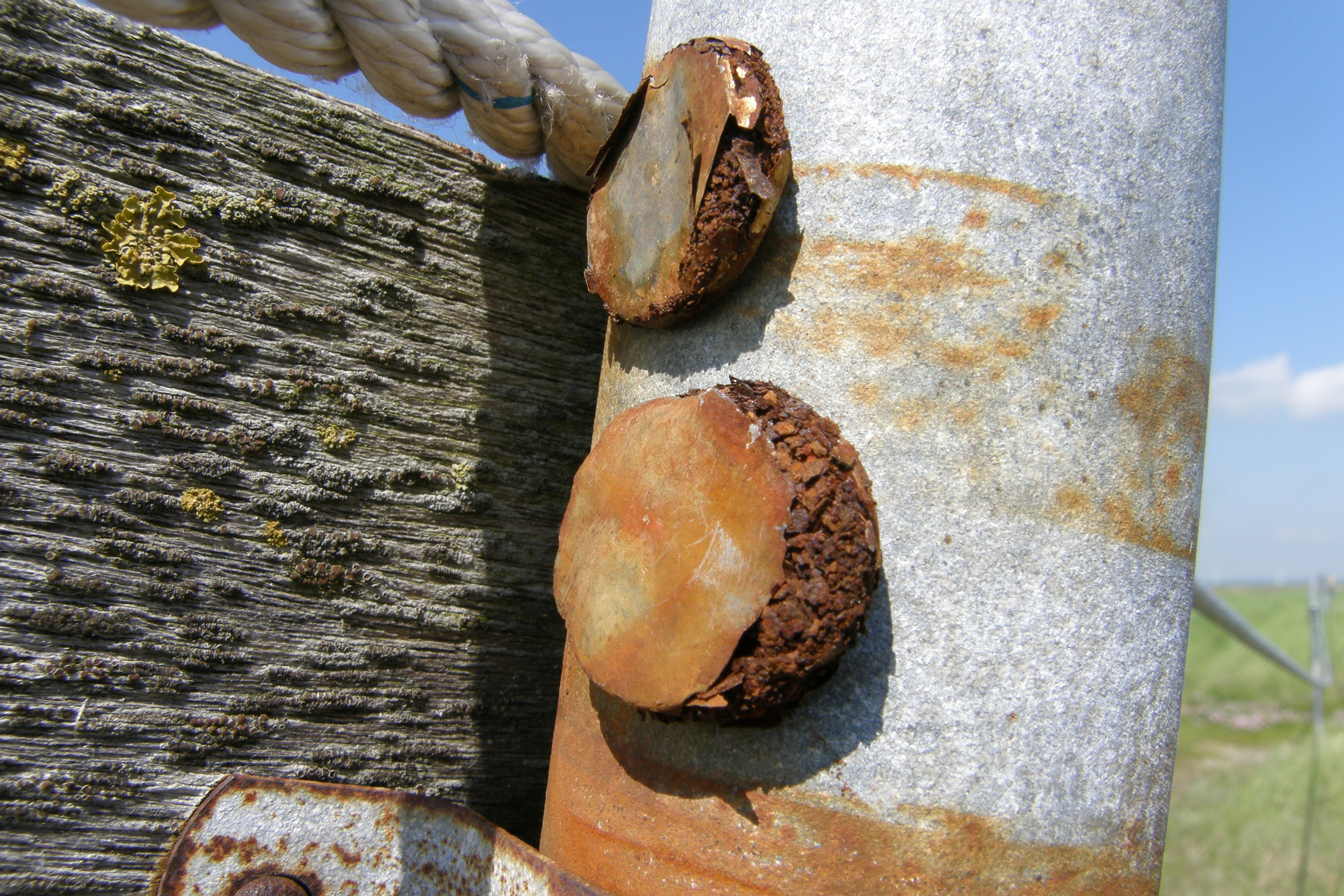
Ці неодимові магніти піддалися серйозній корозії після п’яти місяців впливу погодних умов.

Спечений Nd2Fe14B має тенденцію бути вразливим до корозії, особливо вздовж меж зерен спеченого магніту. Цей тип корозії може спричинити серйозне пошкодження, у тому числі подрібнення магніту на порошок із дрібних магнітних частинок або відкол поверхневого шару.
Цю вразливість усувають у багатьох комерційних продуктах шляхом додавання захисного покриття для запобігання впливу атмосфери. Покриття нікелем, нікелево-мідним сплавом чи цинком є стандартними методами, хоча також використовуються покриття іншими металами або полімерні та лакові захисні покриття .

### Температурна чутливість
Неодим має негативний коефіцієнт, тобто коерцитивна сила разом із густиною магнітної енергії (BHmax) зменшується зі збільшенням температури. Магніти на основі неодиму, заліза і бору мають високу коерцитивну силу при кімнатній температурі, але коли температура піднімається вище 100 °C, коерцитивна сила різко зменшується до температури Кюрі (близько 320 °C). Це падіння коерцитивної сили обмежує ефективність магніту в умовах високої температури, наприклад у вітряних турбінах і двигунах гібридних автомобілів. Щоб подолати падіння ефективності через зміни температури, додають диспрозій (Dy) або тербій (Tb), але це робить магніти дорожчими у виробництві.

## Використання
Неодимові магніти використовуються у виробництві жорстких дисків для комп'ютерів. Зазвичай такі магніти мають форму дуги. Компанії, які будують генератори з магнітним збудженням, переважно використовують саме їх, оскільки потужність генератора безпосередньо залежить від сили використовуваного магніту.
Неодимові магніти в формі невеликого куба використовуються в DVD-приводах комп'ютерів. Дуже часто застосовуються у виготовленні динаміків навушників, радіо, мобільних телефонів, смартфонів, планшетів, колонок тощо для більшої гучності динаміка. Виробники масляних фільтрів застосовують неодимові магніти для вилучення металевої стружки з нафтопродуктів. Пристрої металодетекторів також містять такі магніти.
В медицині неодимові магніти використовуються в апаратах для магнітно-резонансної томографії.

## Стійкість
Неодимові магніти втрачають не більше 1-2 % своєї намагніченості за 10 років. Проте їх можна легко розмагнітити, нагрівши до температури +70 °C і більше.[джерело?]

## Небезпека
Значні сили, з якими діють рідкісноземельні магніти, створють небезпеку, що не проявляється з іншими типами магнітів. Неодимові магніти розміром більше кількох кубічних сантиметрів достатньо сильні, щоб завдати травм частинам тіла, якщо ті потраплять між двома магнітами, або магнітом і поверхнею чорного металу, подекуди навіть спричинивши переломи кісток.
Наближені один до одного магніти можуть вдаритися із достатньою силою, щоб розколотись та розбитись, а стружка чи осколки можуть спричинити різні травми, зокрема травми очей. Були випадки, коли у маленьких дітей, які проковтнули кілька магнітів, відділи травного тракту були затиснуті між двома магнітами, що призвело до травм або смерті. Крім того, може бути серйозним ризиком для здоров’я робота з машинами, у яких або біля яких застосовуються магніти.